# Fannia glauca
Fannia glauca är en tvåvingeart som beskrevs av Nishida 1976. Fannia glauca ingår i släktet Fannia och familjen takdansflugor. Inga underarter finns listade i Catalogue of Life.